# Superfemme
 (juillet 2015).
Si vous disposez d'ouvrages ou d'articles de référence ou si vous connaissez des sites web de qualité traitant du thème abordé ici, merci de compléter l'article en donnant les références utiles à sa vérifiabilité et en les liant à la section « Notes et références ».
Une superfemme est une femme occidentale qui joue plusieurs rôles sociaux chronophages à la fois, tels que ceux de travailleuse, femme au foyer, bénévole et étudiante. La notion associée à ce terme a été mise en lumière à la suite de la deuxième vague féministe.
Le terme superfemme a été popularisé par Le complexe de la superfemme de Marjorie Hansen Shaevitz, livre originellement publié en anglais sous le titre The Superwoman Syndrome.